# Charles Amoah
Pour les articles homonymes, voir Amoah.
Charles Amoah (né le 28 février 1975 à Accra) est un joueur de football ghanéen.

## Biographie
Amoah a joué en professionnel au Ghana, en Suisse et en Autriche, dans les clubs d'Okwahu United, Olewan Kickers, FC Winterthur, FC Frauenfeld, FC Wil, FC Saint-Gall, SK Sturm Graz, Austria Salzbourg, ASK Kottingbrunn et LASK Linz.
Amoah est connu pour avoir été le meilleur buteur du championnat du Ghana pendant la saison 1994–1995, puis celui du championnat suisse en 1999–2000, avec 25 buts.